# Sequential Circuits Six-Trak
Der Sequential Circuits Six-Trak ist ein analoger Synthesizer, der von Sequential Circuits veröffentlicht wurde. 
Es war der erste Multitimbral-Synthesizer auf den Markt.
Bis anhin war nur eine Klangfarbe pro Synthesizer möglich, mit dem Sequential Circuits Six-Trak konnten sechs verschiedene Klangfarben gleichzeitig erzeugt werden. Mit dem Six-Trak bediente Sequential Circuits auch die unteren Preisregionen. Dies führte zum Niedergang des Unternehmens 1987.

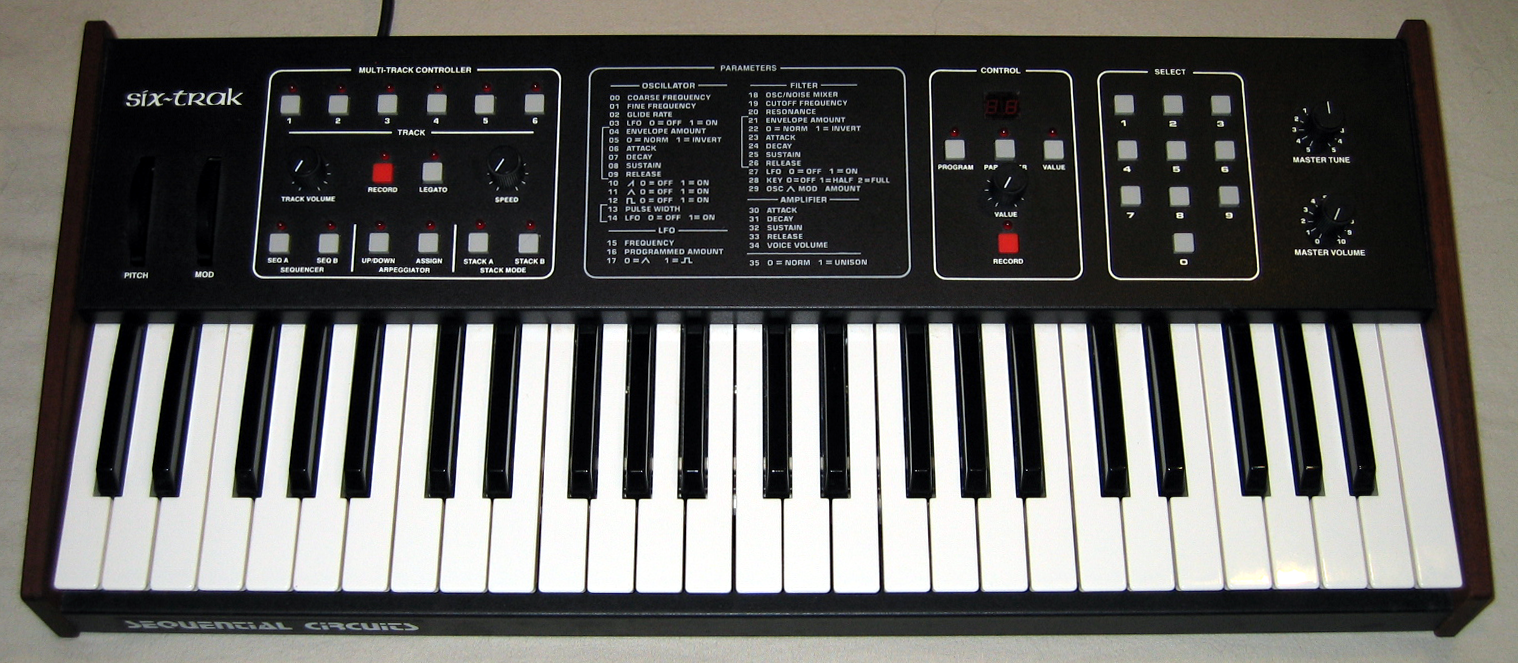
Sequential Circuits Six-Trak

## Aufbau
Die Bauweise des Six-Trak unterscheidet sich nicht von den wesentlich teureren Prophet Modellen (Prophet5, Prophet10, Prophet T8). Links und rechts mit Holz begrenzt, Plastiktastatur und pulverbeschichtete Bedieneroberfläche. Der Six-Trak verfügt weder über Anschlagdynamik noch Aftertouch. Neben der neu erschaffenen MIDI-Schnittstelle 5pol-DIN, nur IN und OUT, befindet sich noch ein FOOTSWITCH CONTROLLER und selbstverständlich der Stromanschluss auf der Rückseite (Internes Netzteil). Fremdhersteller boten auch Umbausätze an, welche Einzelausgänge der einzelnen Stimmen ermöglichten.

## Technik
Der Sequential Circuits Six-Trak war der erste Synthesizer überhaupt, welcher mehr als eine Klangfarbe erzeugen konnte. Die neugeschaffene MIDI Schnittstelle, sowie die Möglichkeit, selbstprogrammierte Presets zu speichern, zeigten auf, in welche Richtung die Entwicklungen gehen würden. Der Six-Trak verfügt über sechs Oszillatoren, wobei jeder eine eigenständige Klangfarbe wiedergeben kann. Dies wird In der Sequenzer-/Stack- und per MIDImode5, möglich.

## Bedienung
Um Live von der neuen Technik zu profitieren, wurde der sogenannte „STACK-MODE“ eingeführt. Dieser erlaubt, sechs verschiedene (oder auch identische) Klangfarben auf eine Taste zu legen. Somit sind z. B. Bässe produzierbar, welche mit keinem anderen Synthesizer möglich sind. Technisch bedingt, wird der Synthesizer dann monophon.